# Onze-Lieve-Vrouwekerk (Neurenberg)
De Onze-Lieve-Vrouwekerk (Duits: Frauenkirche) is de katholieke stadsparochiekerk in de Beierse stad Neurenberg. De kerk is gelegen aan de oostzijde van de Hauptmarkt en werd in opdracht van keizer Karel IV gebouwd als keizerlijke hofkapel.

## Voorgeschiedenis
In het midden van de 14e eeuw waarde in Europa de pest rond, een ziekte waaraan één derde van de Duitse bevolking bezweek. De vertwijfeling was enorm en het idee begon onder burgers post te vatten dat de joden de ziekte verspreidden door bronnen te vergiftigen. Vermanende woorden van de paus Clemens om het verstand te blijven gebruiken werden niet gehoord en ook de vlugschriften van zijn hand aan de christenen in Europa, waarin hij het geweld jegens joden als misdaden veroordeelde, misten alle uitwerking. Volgens de paus konden de joden geen schuld hebben, zij waren immers zelf ook slachtoffer en bovendien woedde de pest ook op plaatsen waar geen joden woonden. Maar niemand zat te wachten op de overtuigende argumenten van de paus, in heel Europa sloeg de vlam in de pan, ook in Neurenberg.
Op de plaats van het huidige marktplein en de kerk bevonden zich vroeger de jodenwijk samen met de synagoge. De magistraat van de fors gegroeide stad had echter het plan om het marktplein te vergroten en daarvoor moesten een aantal huizen van joden worden afgebroken. Dat kon de magistraat niet zelf beslissen; daarvoor had hij toestemming nodig van de koning die als beschermheer van de joden optrad. Het stadsarchief van Neurenberg bezit nog altijd het document van 16 november 1349, waarin Karel IV de magistraat toestemming verleende de huizen af te breken. In ruil daarvoor verplichtte de stad zich om op de plaats van de synagoge een kerk ter ere van Maria te bouwen. Het document vertelt niet wat er met de bewoners van de af te breken huizen moest gebeuren, maar twee weken later werden 560 Neurenbergse joden bijeengedreven en verbrand. Hun kerkhof, huizen en synagoge werd met de grond gelijkgemaakt.

## Geschiedenis
Na de pogrom in 1349 werd op de plaats van de verwoeste synagoge het godshuis als eerste gotische hallenkerk van Frankenland gebouwd. Architect was waarschijnlijk Peter Parler, een van de belangrijkste gotische bouwers in de middeleeuwen en de bouwmeester van de Praagse Sint-Vituskathedraal. Na de wijding in 1358 diende de kerk als keizerlijke hofkapel. Tijdens de doop van de keizerlijke troonopvolger Wenceslaus in 1361 werden hier de keizerlijke kleinodiën uitgestald.
Van de Neurenbergse architect en steenhouwer Heinrich Beheim stamt de latere beeldenrijke voorhal. In het jaar 1466 brandde de sacristie af, het herstel vond plaats in 1487. De westelijke gevel werd in de jaren 1506-1508 nieuw opgetrokken.
Vanaf de reformatie tot aan de overdracht van Neurenberg aan Beieren (1808) was het godshuis een protestants kerkgebouw en kreeg de kerk galerijen. Daarna werd het gebouw teruggegeven aan de rooms-katholieke kerk. Om de kerk weer geschikt te maken voor de katholieke eredienst werd het gebouw in 1810-1816 grondig vernieuwd.
De kerk werd in 1945 op de westelijke gevel met de voorhal, de sacristie en de noordelijke en zuidelijke buitenmuren na volledig verwoest. Het herstel van de kerk onder leiding van de architect Josef Fritz werd in 1955 afgesloten. In de vloer van het koor werd in de jaren 1980 een davidster ingelegd ter herinnering aan de pogrom tegen de joden in 1349.

## De voorhal
De voorhal met de talrijke beelden uit de bouwtijd (circa 1360) overleefde de oorlogsverwoestingen in 1945. In het tympanon boven het portaal wordt linksonder de Geboorte van Christus uitgebeeld, daarboven de Verkondiging van de Engel aan de herders, rechtsonder onder de Aanbidding door de drie Koningen, in het bovenste veld de voorstelling Jezus in de Tempel. In de nissen tussen de ribben verwijzen alle figuren naar de komende Messias: koningen uit het Oude Testament, profeten en heiligen. De sluitsteen in het gewelf toont de kroning van Maria.

## Männleinlaufen
Een bijzonderheid aan de kerk is het wereldberoemde Männleinlaufen, een herinnering aan de Gouden Bul in de vorm van een mechanisch uurwerk. Hierin liet keizer Karel vastleggen dat zeven keurvorsten het recht hadden de koning te kiezen. In de jaren 1506-1509 werd boven het hoofdportaal het uurwerk geplaatst. 's Middags nadat de klok 12:00 uur slaat worden de figuren van het uurwerk aangedreven. Twee trompetblazers, een fluitspeler en trommelslager beginnen het spel. Daarna beginnen twee herauten hangend over een balustrade hun werk te doen. En tot slot komen de zeven keurvorsten door de poort en begroeten driemaal de zittende keizer, die met de scepter teruggroet. Oorspronkelijk namen de keurvorsten de hermelijnen muts af voor de keuzer, maar in de loop der jaren tastte roest het uurwerk aan moesten de koperen beelden worden vervangen door houten keurvorsten, die stijver waren en de mutsen niet konden afnemen.

## Interieur
In de Tweede Wereldoorlog werden de meeste kunstwerken tijdig in een bunker onder de burcht van Neurenberg opgeborgen, waardoor verwoesting kon worden voorkomen. Het interieur van de kerk herbergt daarom ook nu nog talrijke kunstwerken. Er is bijvoorbeeld het zogenaamde Tucheraltar (circa 1440-1450), een altaar dat oorspronkelijk in het in 1816 afgebroken augustijner klooster Sint-Vitus stond. Boven het altaar bevindt zich een Madonna uit 1440 in een stalenkrans met boven haar hoofd twee engelen die een kroon vasthouden. Veel houten beelden dateren uit de 15e en begin 16e eeuw. Onder de veelal uit andere kerken afkomstige epitafen (zoals het prachtige Peringsdörfer epitaaf met een Mantelmadonna) en panelen bevinden zich werken van Adam Kraft. Op het Maria-altaar staat op een moderne mensa een beeld van de Moeder Gods met Kind uit circa 1480. Daarnaast hangt een schilderij van de Heilige Familie uit 1520. Op twee pijlers vallen de gebogen schilderijen op. Het betreffen epitafen met links een voorstelling van de Opstanding van Christus (1440) en rechts een epitaaf van Michael Raffael (1489). Aan de noordelijke muur zijn resten van muurschilderingen uit de late 14e en begin 15e eeuw te bezichtigen. De gebrandschilderde ramen bevatten veel wapens van Neurenbergse families, daarnaast zijn er ook nog gebrandschilderde ramen uit het voormalige keizervenster in het koor bewaard gebleven, een geschenk uit 1358 van keizer Karel werd geschonken (links: Sint-Paulus, in het midden de Moeder Gods en rechts Sint-Christoffel).

## Orgel
Het orgel van de Onze-Lieve-Vrouwekerk werd in 1988 door Johannes Klais uit Bonn gebouwd. Het instrument bezit 42 registers op sleepwindladen. De speeltracturen zijn mechanisch, de registertracturen electisch.

## Afbeeldingen

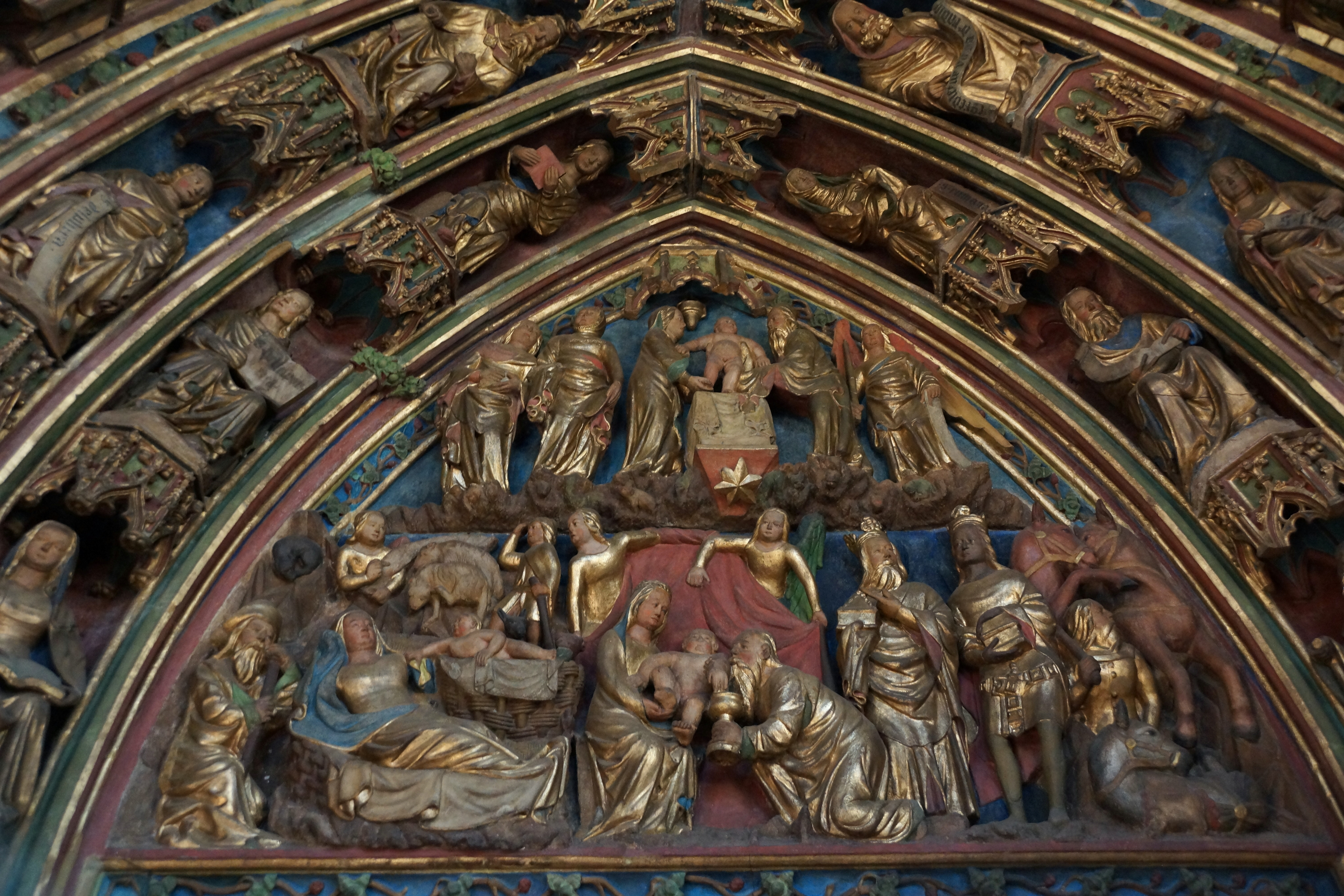
Portaal in de voorhal
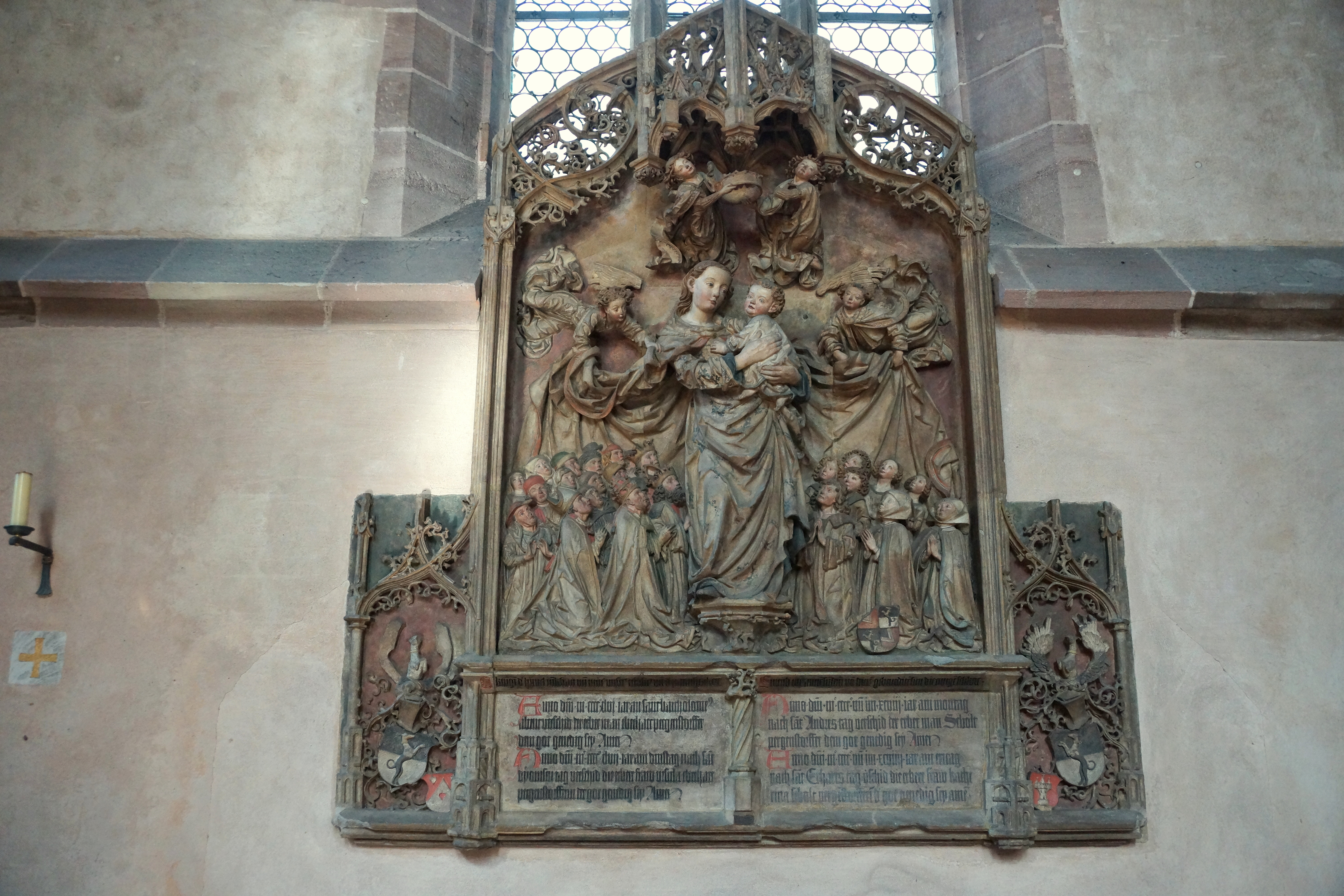
Peringsdörfer epitaaf
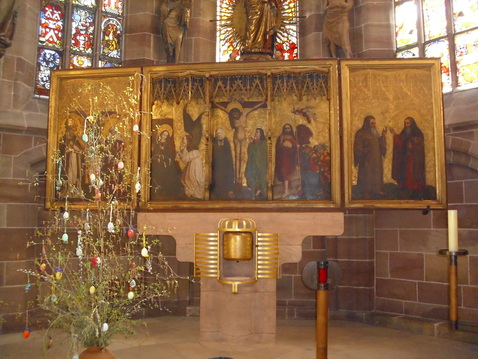
Tucher-altaar